# Georg Joseph Kamel
Georg Joseph Kamel (češ. Jiří Josef Kamel, lat. Georgius Josephus Camellus, šp. Jorge Camel), češki isusovački misionar, ljekarnik i prirodoslovac, prvi popisivač filipinske flore i faune u čiju je čast Carl von Linné nazvao biljni rod kamelije. Desetak znanstvenih radova o filipinskoj flori i fauni objavio je za života u uglednim Philosophical Transactions Kraljevskog društva, a zastupljen je i u trećem svesku glasovite Povijesti biljaka (»Historia Plantarum«) Johna Raya. Američki botaničar i stručnjak za pacifičku floru Elmer Drew Merrill nazvao je prema njemu vrstu Eugenia kamelii. Većina radova čuva mu se u Britanskoj knjižnici u Londonu.